# Passion, Grace and Serious Bass...
A Passion, Grace and Serious Bass... című stúdióalbum az amerikai-német származású Sydney Youngblood 2. albuma, melyről két kislemez jelent meg. Az album az osztrák albumlista 40. helyéig jutott, míg Németországban a 60. a svéd kislemezlistán a 39. helyig jutott.

## Megjelenések
CD  Circa – CIRCD 16
1. Hooked On You	4:28
2. Wherever You Go	4:08
3. Not Just A Lover	3:56
4. It Ain't Easy	4:31
5. Let's Come Together	4:33
6. Why Can't This Be	4:17
7. Sunshine	4:12
8. Lonely	3:51
9. Wonderful World	3:52
10. Hold On To Your Heart	3:40
11. That's What They Always Say	3:23
12. Just A Dream	4:10
13. (Let Me Be Your) Teddy Bear	1:48

## Slágerlista
| Év   | Dal                                  | Legjobb helyezés | Legjobb helyezés | Legjobb helyezés | Legjobb helyezés | Legjobb helyezés | Legjobb helyezés | Legjobb helyezés | Legjobb helyezés | Legjobb helyezés | Legjobb helyezés | Legjobb helyezés | Legjobb helyezés |
| Év   | Dal                                  | UK               | AUS              | AUT              | BEL (FLA)        | FRA              | GER              | IRE              | NED              | NZ               | SWE              | SWI              | US               |
| ---- | ------------------------------------ | ---------------- | ---------------- | ---------------- | ---------------- | ---------------- | ---------------- | ---------------- | ---------------- | ---------------- | ---------------- | ---------------- | ---------------- |
| 1991 | "Passion, Grace and Serious Bass..." | —                | —                | 40               | —                | —                | 60               | —                | —                | —                | 39               | —                | —                |

## Közreműködő előadók
- Producer, Mix – Claus Zundel
- Írta  – R. Hamm*, S. Youngblood
- Fényképezte – Pierre Winther
- Írta – B. Lowe (dal: B6), C. Zundel (dalok: A1 – B5), K. Mann (dal: B6), M. Staab (dalok: A1 – B5), R. Hamm (dalok: A1 to B5), S. Youngblood (dalok: A1 to B5)